# Johann Heinrich Müller (Musiker)
Johann Heinrich Müller (* 1. Januar 1879 in Uster; † 2. August 1959 in Wädenswil) war ein Schweizer Dirigent und Komponist.

## Leben und Werk
Johann Heinrich Müller kam in Riedikon bei Uster zur Welt. Er sollte nach dem Wunsch der Eltern Feinmechaniker werden. Stattdessen studierte er Musik am Konservatorium Zürich bei Friedrich Hegar, Karl Attenhofer und Lothar Kempter. 1906 bis 1907 studierte er in Köln Klarinette bei Fritz Steinbach.
1902 wurde er aus vierzig Kandidaten als Nachfolger von Fritz Stüssi zum Leiter des Musikvereins Harmonie ausgewählt. Ab 1907 leitete er den Orchesterverein in Wädenswil, wo er sich auch niederliess. Ebenso übernahm er 1903 die Leitung des Blasmusikvereins Harmonie Pfäffikon SZ. Neben Fritz Stüssi, mit dem er immer wieder Konzerte organisierte, war Müller damit einer der führenden Musiker am oberen Zürichsee. 
Er komponierte in den Jahren um den Ersten Weltkrieg über 30 Konzertstücke und Märsche und schuf zahlreiche Arrangements für Blasorchester. Nach 52 Amtsjahren legte er den Taktstock nieder. 
Von 1932 bis 1934 war Müller als Unternehmer tätig und führte die Schallplattenfabrik Elite Records in Wädenswil. 1959 verstarb er 80-jährig in Wädenswil. Seit 1960 erinnert eine Bronzebüste auf dem Friedhof Wädenswil an sein Wirken.

## Werke (Auswahl)
- Treu zur Fahne, 1914
- Schweizergruss
- Immer vorwärts
- Neue Zeit
- Für Freiheit die Waffen, 1916
- Halt, wer da!